# 李思廉
李思廉，SBS，JP（1957年—），廣東梅州人，香港商人，富力地產創立人和董事长、永升亞洲股東。2019年7月獲頒銀紫荊星章。

## 生平
李思廉1957年在香港出生，中學就讀培正中學， 70年代香港中文大学数学系及中文系毕业。波士顿大学企業管理博士。先是以貿易起家，1993年以香港人的身份與张力以2000萬元資金攜手進軍廣州房地產業，以拆舊廠、建新樓方式把富力地產發展成集商用物业的投资，住宅發展丶電商丶醫療丶文旅丶物管於一身的地產集團。
在事業有成後，李思廉亦參與慈善事業。现任廣東省地產商會主席、中華房地產投資開發商會會長、新家園協會董事會副會長兼監事會主席以及暨南大學兼職教授。